# Pionus tumultuosus
Pionus tumultuosus là một loài chim trong họ Psittacidae.